# Adriana Lisboa
Adriana Lisboa, née à Rio de Janeiro le 25 avril 1970, est une romancière brésilienne.

## Biographie
Adriana Lisboa grandit à Rio de Janeiro, sa ville natale puis vit en France en Avignon, en Nouvelle-Zélande et aux États-Unis où elle réside actuellement. Elle étudie à l'Université fédérale de Rio de Janeiro où elle obtient un diplôme en musicologie et un autre en littérature brésilienne. Elle obtient ensuite un doctorat en littératures comparées à l'Université d'État de Rio de Janeiro. Elle est professeure invitée au Centre international de recherche sur les études japonaises à Kyoto, à l'Université du Nouveau-Mexique et à l'Université du Texas à Austin. De 2014 à 2017, elle est en résidence d'écrivaine à l'Université de Californie, à Berkeley.
Auparavant, elle travaille comme musicienne, chantant de la musique brésilienne en France à l'âge de 18 ans, puis en tant que flûtiste et enseignante de musique au Brésil.
Adriana Lisboa travaille également en tant que traductrice de l'anglais, du français et de l'espagnol vers le portugais. Elle traduit notamment des oeuvres d'Emily Brontë, Margaret Atwood, José Lezama Lima, Maurice Blanchot, Cormac McCarthy, Jonathan Safran Foer et Robert Louis Stevenson.
Elle est l'auteur de onze livres de fictions, entre romans, contes et histoires pour les enfants.
Elle est végétalienne et défend les droits des animaux. Elle est bouddhiste zen pratiquante.

## Prix littéraires
- Prix José Saramago pour Sinfonia em branco (2003)
- Prix Moinho Santista pour l'ensemble de son œuvre (2005)
- Prix Autor Revelação da FNLIJ (Fundação Nacional do Livro Infantil e Juvenil) pour Língua de trapos (2006)

## Œuvres

### Romans
- Os fios da memória - Rio: Rocco, 1999;
- Sinfonia em branco - Rio: Rocco, 2001; Alfaguara, 2013
- Um beijo de colombina - Rio: Rocco, 2003;
- Rakushisha - Rio: Rocco, 2007;
- Azul-corvo - Rio: Rocco, 2010;
- Hanói - Rio: Alfaguara, 2013;

### Contes
- Caligrafias - Rio: Rocco, 2004, desseins de Gianguido Bonfanti;

### Littérature jeunesse
- Língua de trapos (infantil) - Rio: Rocco, 2005, illustrations de Rui de Oliveira;
- O coração às vezes para de bater (novela juvenil) - São Paulo: PubliFolha, 2007; Rio: Rocco, 2013
- Contos populares japoneses (recontos) - Rio: Rocco, 2008, illustrations de Janaina Tokitaka;
- A sereia e o caçador de borboletas (infantil) - Rio: Rocco, 2009, illustrations de Rui de Oliveira;

## Éditions étrangères
- Sinfonia em branco - Lisboa: Temas e debates, 2003;
- Um beijo de colombina - Lisboa: Temas e debates, 2005;
- Colombines Kyss - Estocolmo: Boca Pocky, 2005
- Sinfonia in bianco - Tissi: Angelica, 2008
- Sinfonía en blanco - México DC: Alfaguara, 2009
- Des roses rouge vif - Paris: Métailié, 2009
- Rakushisha - Lisboa: Quetzal, 2009
- Quand le cœur s'arrête - Genebra: La joie de lire, 2009
- Symphony in White - Lubbock: Texas Tech University Press, 2010
- Rakushisha - Tissi: Angelica, 2010
- Hut of Fallen Persimmons - Lubbock: Texas Tech University Press, 2011
- Azul-corvo - Lisboa: Quetzal, 2011
- Azul cuervo - Buenos Aires: Edhasa, 2012
- Kao Gavran Krno - Belgrado: Clio, 2012
- Racconti popolari giapponesi - Perugia: Graphe, 2013
- Crow Blue - Londres: Bloomsbury, 2013
- Blu corvino - Roma: La Nuova Frontiera, 2013
- Der Sommer der Schmetterlinge - Berlim: Aufbau, 2013
- Bleu corbeau - Paris: Métailié, 2013

## Anthologies littéraires et collections de contes
- 25 mulheres que estão fazendo a nova literatura brasileira (org. Luiz Ruffato) - Rio: Record, 2004;
- Prosas cariocas (org. Marcelo Moutinho e Flávio Izhaki) - Rio: Casa da Palavra, 2004;
- Aquela canção - São Paulo: PubliFolha, 2005;
- Rio Literário (org. Beatriz Resende, fotos de Bruno Veiga) - Rio: Casa da Palavra, 2005;
- Contos que contam - Lisboa: Centro Colombo, 2005;
- Lusofônica - La nuova narrativa in lingua portoghese - Roma: La Nuova Frontiera, 2006;
- Contos de agora, audiolivro (org. Moacyr Godoy Moreira) - São Paulo: Livro Falante, 2007;
- Antología de cuento latinoamericano - Bogotá: Ediciones B, 2007;
- Inimigo Rumor n° 19, revista de poesia - Rio/São Paulo: 7Letras/CosacNaify, 2007;
- Dicionário amoroso da língua portuguesa (org. Marcelo Moutinho e Jorge Reis-Sá) - Rio: Casa da Palavra, 2009;
- Brazil: A Traveler's Literary Companion (org. Alexis Levitin) - Berkeley: Whereabouts Press, 2010
- Brasilien berättar: Ljud av steg - Estocolmo: Bokforläget Tranan, 2011
- Amar, verbo atemporal (org. Celina Portocarrero) - Rio: Rocco, 2012
- Granta em português vol. 10: Medidas Extremas - Rio: Alfaguara, 2013